# Козеглови (Сілезьке воєводство)
Козегло́ви (пол. Koziegłowy, нім. Kozieglowy) — місто в південній Польщі. Належить до Мишковського повіту Сілезького воєводства.

## Демографія
Демографічна структура станом на 31 березня 2011 року:
|          | Загалом | Допрацездатний вік | Працездатний вік | Постпрацездатний вік |
| -------- | ------- | ------------------ | ---------------- | -------------------- |
| Чоловіки | 1206    | 224                | 836              | 146                  |
| Жінки    | 1293    | 188                | 752              | 353                  |
| Разом    | 2499    | 412                | 1588             | 499                  |